# Савич, Виталий Григорьевич
Вита́лий Григо́рьевич Са́вич (укр. Віталій Григорович Савич) — украинский военнослужащий, подполковник, участник российско-украинской войны. Герой Украины (2022).

## Биография
Виталий Савич принимал участие в АТО и ООС.
24 февраля 2022 года подполковник Савич во время боевого вылета в районе Гостомеля Киевской области нанёс удары по живой силе противника и вертолёту Ка-52. Несмотря на то, что его вертолёт был подбит, он сумел посадить машину и оказать медицинскую помощь раненому товарищу. В марте 2022 года в Киевской области неоднократно наносил удары по противнику, поражая живую силу, технику и позиции.
Виталий Савич стал одним из героев документального фильма Александра Стратиенка «Подъёмная сила», в котором на примере реальных боевых задач показано, как работает украинская армейская авиация. Премьера фильма состоялась в Киеве 8 октября 2024 года.

## Награды
- Звание «Герой Украины» с удостоением ордена «Золотая Звезда» (2 апреля 2022) — за личное мужество и героизм, проявленные в защите государственного суверенитета и территориальной целостности Украины, верность военной присяге[1].